# Isla Umbú
Isla Umbú é uma cidade do Paraguai, Departamento Ñeembucú. Possui uma população de 2784 habitantes. Sua economia é baseada na agricultura.

## Transporte
O município de Isla Umbú é servido pelas seguintes rodovias:
- Caminho em terra ligando a cidade ao município de Desmochados
- Caminho em pavimento ligando a cidade ao município de General José Eduvigis Díaz
- Ruta 04, que liga a cidade de Paso de Patria ao município de San Ignacio Guazú (Departamento de Misiones). [1][2][3]